# Regimiento de Infantería de Monte 29

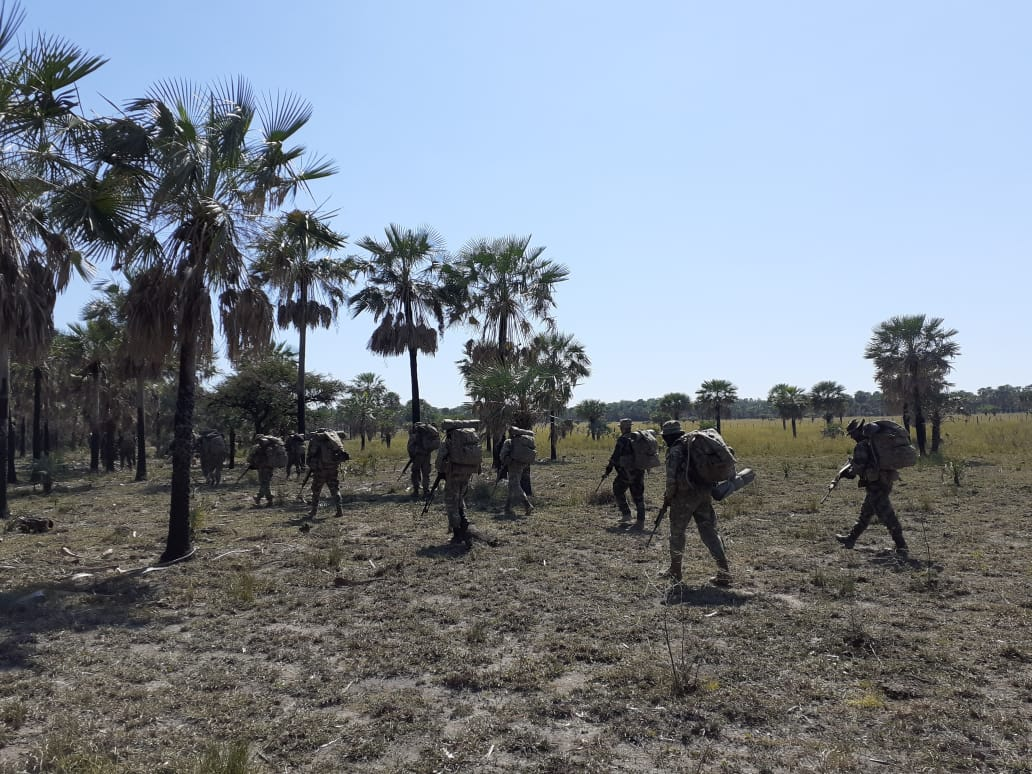
Marcha del Regimiento de Infantería de Monte 29 en el Campo de Instrucción Militar Patronato, provincia de Formosa.

El Regimiento de Infantería de Monte 29 «Coronel Ignacio José Warnes» (RI Mte 29) es una unidad táctica del arma de infantería del Ejército Argentino con asiento en Formosa y bajo dependencia orgánica de la III Brigada de Monte.

## Historia
Fue creado por decreto del 15 de diciembre de 1944 como RI 29 y bajo dependencia de la 7.ª División de Ejército. Después fue unidad de la VII Brigada de Infantería.
El Regimiento de Infantería de Monte 29 integró el Agrupamiento A que se desplazó a la provincia de Tucumán por orden del Comando General del Ejército para reforzar la V Brigada de Infantería que llevaba adelante el Operativo Independencia. El Agrupamiento A se turnaba con los Agrupamientos B y C, creados para el mismo fin.
El 5 de octubre de 1975, la organización guerrillera Montoneros atacó al Regimiento de Infantería de Monte 29 en una acción que terminó en tablas y se saldó con 24 muertos, 12 de Montoneros y 12 del Ejército.
Tuvo participación el RI Mte 29 avanzando hacia la guarnición de Corrientes cuando sucedió el segundo alzamiento carapintada en esa ciudad entre el 15 y 19 de enero de 1988.

## Homenaje
El 5 de octubre de 2019 al cumplirse el aniversario 44 del ataque el Ejército rindió los homenajes a los muertos por la Patria en la provincia de Formosa y en el Regimiento de Infantería 1 "Patricios" en Palermo, con la presencia del presidente Mauricio Macri.

## Organización
- Jefatura del Regimiento de Infantería de Monte 29 (Jef RI Mte 29)
  - Compañía de Infantería de Monte «A» (Ca I Mte A)
  - Compañía de Infantería de Monte «B» (Ca I Mte B)
  - Compañía Comando y Servicios (Ca Cdo Ser)